# Natuna (île)
L'île de Bunguran (en indonésien : Pulau Bunguran) ou simplement Bunguran est l'île principale de l'archipel de Natuna central, qui fait partie de la province des îles Riau en Indonésie. Elle est également appelée île de la Grande Natuna (Pulau Natuna Besar).
La superficie de Bunguran est de 1 633 km2 (631 miles carrés) avec un littoral de 359 km (223 miles). Le point culminant est le mont Ranai à 1 035 mètres (3 396 pieds). L'île comptait une population de 58 820 habitants selon l'estimation officielle pour la mi-2023. La principale agglomération est Ranai. L'île est accessible par des services aériens réguliers via l'aéroport de Ranai.
L'île abrite trois espèces de primates non humains : le loris lent (Nycticebus coucang), le macaque à longue queue (Macaca fascicularis) et le singe feuille de Natuna (alias Natuna surili à cuisses pâles, Presbytis natunae). Un petit nombre de chèvres sauvages vivent sur l'île ainsi que des oiseaux de mer. Plus de 360 espèces d'oiseaux ont été recensées sur l'île.
Il y a une grande mosquée dans le coin nord-est de l'île. La Grande Mosquée de Natuna a été construite sur deux ans, de 2007 à 2009.
Le 18 décembre 2018, les forces armées indonésiennes ont ouvert une base militaire navale avec plus de 1 000 personnels sur l'île de Bunguran.
Bunguran a un climat de forêt tropicale humide (Af) avec de fortes précipitations toute l'année.